# Maréchal d'Italie

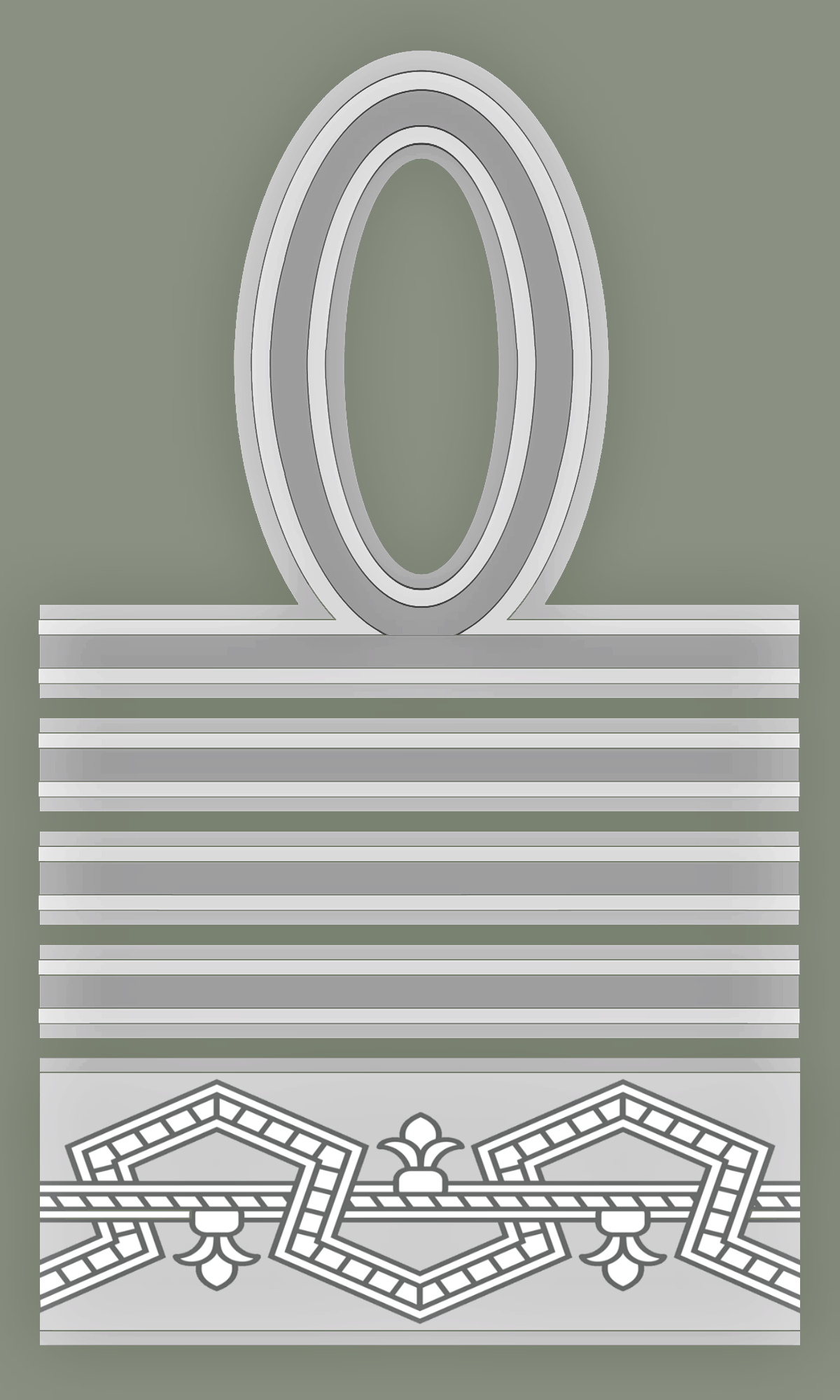
Insigne de grade de maréchal d'Italie en 1940.

Le maréchal d'Italie (en italien: Maresciallo d'Italia) était un rang dans l'armée royale italienne (en italien: Regio Esercito). Initialement créé en 1924 par Benito Mussolini, alors président du conseil des ministres, dans le but de rendre hommage aux généraux Luigi Cadorna et Armando Diaz, le rang fut accordé à plusieurs autres officiers généraux de 1926 à 1943. Ce rang est le plus élevé dans l'armée italienne avant la création du grade de premier maréchal de l'Empire en 1938. Le grade de maréchal de l'Italie a été abolie en 1946 avec la création de la République d'Italie. L'équivalent de la marine royale (en italien: Regia Marina) était le rang de grand amiral (Grande ammiraglio), tandis que l'équivalent dans l'armée de l'air est maréchal de l'air (Maresciallo dell’aria). Ces deux titres furent abolis pour les forces armées de la République d'Italie.

## Liste des maréchaux d'Italie
Entre parenthèses la date de nomination

### Maréchaux de l'armée de terre
Première Guerre mondiale
- Luigi Cadorna (4 novembre 1924)
- Armando Diaz (4 novembre 1924)
- Enrico Caviglia (25 juin 1926)
- Emmanuel-Philibert de Savoie (25 juin 1926)
- Pietro Badoglio (25 juin 1926)
- Gaetano Giardino (25 juin 1926)
- Guglielmo Pecori Giraldi (25 juin 1926)

Seconde guerre italo-éthiopienne
- Emilio De Bono (16 novembre 1935)
- Rodolfo Graziani (9 mai 1936)

Empire italien
- Victor-Emmanuel III (mars 1938)
- Benito Mussolini  (mars 1938)

Seconde Guerre mondiale
- Ugo Cavallero (1er juillet 1942)
- Ettore Bastico (12 août 1942)
- Humbert II d'Italie (29 octobre 1942)
- Giovanni Messe (12 mai 1943)

### Autres maréchaux
Grand amiral
- Paolo Emilio Thaon di Revel (4 novembre 1924)

Maréchal de l'air
- Italo Balbo (13 août 1933)